# Капусник (заказник)
Капу́сник — ботанічний заказник місцевого значення в Україні. Об'єкт природно-заповідного фонду Полтавської області. 
Розташований у межах Мартинівської сільської громади Полтавського району Полтавської області, на захід від села Варварівка.
Площа 301 га. Статус присвоєно згідно з рішенням Полтавської облради від 28.02.1995 року. Перебуває у віданні ДП « Новосанжарський лісгосп» (Карлівське лісництво, кв. 1-7).
Статус присвоєно для збереження лісового масиву на правобережній терасі річки Орчик. Зростають: ясен, клен, дуб.